# Comtat de Polk (Nebraska)
Polk és un comtat de l'estat de Nebraska, als Estats Units. En el cens del 2020 s'hi comptabilitzaren 5.214 habitants. La seva seu de comtat és Osceola. El comtat de Polk es creà el 1856 i s'organitzà el 1870. Va rebre el seu nom pel president James Polk.

## Geografia
El riu Platte davalla vers el nord-est resseguint el límit nord-oest del comtat de Polk. La part baixa del comtat està drenada per una conca local, que discorre cap a l'est i l'est/nord-est cap al comtat de Butler. El terreny del comtat és ocupat per turons ondulats, que desemboquen a la vall a la part nord i s'inclinen cap a l'est/sud-est a la part baixa del comtat. El terreny del comtat s'aprofita, en gran, part a l'agricultura.
Segons l'Oficina del Cens el comtat té una superfície total de 441 milles quadrades (1,140 km2)   dels quals 438 milles quadrades (1,130 km2)  és terra ferma i 2,3  2.3 milles quadrades (6.0 km2)  (  %) és aigua.

### Comtats adjacents
- Comtat de Butler – est
- Comtat de Seward – sud-est
- Comtat de York – sud
- Comtat de Hamilton – sud-oest
- Comtat de Merrick – oest
- Comtat de Platte – nord

### Entitats de població
Ciutats
- Osceola (seu del comtat)
- Stromsburg

Villages
- Polk
- Shelby

Comunitats no incorporades
- Durant
- Swedehome o Swede Home

## Demografia
Al cens del 2000 hi havia 5.639 persones, 2.259 llars i 1.570 famílies al comtat. La densitat de població era de 5 persones/km² (13 persones/mi²). Hi havia 2.717 habitatges amb una densitat mitjana de 2 habitatges/km² (5,2 hab./mi²). El perfil racial del comtat, d'acord als criteris de raça i etnicitat del cens, era d'un 98,92% de blancs, un 0,02% de negres o afroamericans, un 0,28% de nadius americans, un 0,09% d'asiàtics, un 0,28% d'altres races i 0,41% de dues o més races. L'1,08% de la població era hispana o llatina de qualsevol raça.
Hi havia 2.259 llars, en el 29,90% de les quals hi vivien menors de 18 anys, el 62,90% eren parelles casades vivint juntes, el 4,10% tenien una dona cap de família sense marit un present i el 30,50% no eren famílies. El 27,60% de totes les llars eren ocupades per una sola persona, i el 15,40% tenien algú que vivia sol i que tenia 65 anys o més. La mida mitjana de les llars era de 2,43 persones ascendint a 2,97 en el cas d'habitatges ocupats per famílies.
La població del comtat es repartia en les següents franges etàries: un 25,10% menors de 18 anys, un 6,00% entre 18 i 24 anys, un 24,40% entre 25 i 44 anys, un 23,10% entre 45 i 64 anys i un 21,40% majors de 65 anys. L'edat mitjana era de 42 anys. Per cada 100 dones hi havia 100,50 homes. Per cada 100 dones de 18 anys o més, hi havia 95,70 homes.
Al comtat la renda mediana per llar era de 37.819 dòlars, i la renda mediana familiar era de 45.081 dòlars. Els homes tenien una renda mediana de 30.286 dòlars enfront dels 19.595 dòlars de la de les dones. La renda per capita del comtat era de 17.934 dòlars. Un 4,40% de les famílies i el 5,80% de la població estaven per sota del llindar de pobresa, entre aquests el 7,20% dels menors de 18 anys i el 4,70% dels majors de 65 anys.

## Eleccions presidencials
Els votants del comtat de Polk han estat republicans de manera fiable durant diverses dècades. Entre 1936 i 2024 només ha resultat guanyador des del 1936 el comtat ha elegit el candidat demòcrata a les eleccions a la presidència en una ocasió (el 1964, pel tàndem Johnson - Humphrey).